# 鉄血演説
鉄血演説（てっけつえんぜつ、独: Blut und Eisen）とは、1862年に当時のプロイセン首相オットー・フォン・ビスマルクがドイツ統一について論じた演説の通称。
小国が分立していた当時のドイツを統一することを目指し、軍備拡張を強行したビスマルクの当時の思想を如実に表したもので、彼の「鉄血宰相」というあだ名の由来にもなった。

## 概要
1862年9月、プロイセン議会は政府提出の軍備拡張を進める予算案を否決した。この窮状を打開するため、国王ヴィルヘルム1世はビスマルクを首相兼外相に任命した。数日後、ビスマルクは下院予算委員会で議員を前にして軍備の必要性を訴える演説を行い、次のような言葉で締めくくった。
これが後に「鉄血演説」と呼ばれることになり、この演説は小ドイツ主義自由主義者が思い描く外交目標を代弁したものであったが、議会を軽視するものとして大きな反発を招いた。結果として議会は予算を承認しなかったが、ビスマルクは「予算不成立の場合の措置は憲法に規定されていないが、予算不成立だからといって政府が国家運営を停止させることは政府の職責上 不可能であり、それゆえに政府は主権者であるプロイセン国王の負託に基づき国家運営を行うべきである」とする空隙説を唱えて無予算統治に踏み切った。
以後、ビスマルクは「鉄血政策」と呼ばれる富国強兵・対外強硬策を推進して、ドイツ統一へと邁進することになる。